# Liste der Monuments historiques in Waldwisse
Die Liste der Monuments historiques in Waldwisse führt die Monuments historiques in der französischen Gemeinde Waldwisse auf.

## Liste der Objekte
| Bezeichnung             | Beschreibung                                             | Standort                           | Kennzeichnung | Schutzstatus | Datum | Bild |
| ----------------------- | -------------------------------------------------------- | ---------------------------------- | ------------- | ------------ | ----- | ---- |
| Hauptaltar              | Holz, farbig gefasst und vergoldet, 18. Jahrhundert      | in der Kirche Ste-Catherine (Lage) | PM57000856    | Inscrit      | 1977  |      |
| Skulptur einer Heiligen | Holz, farbig gefasst, zweite Hälfte des 15. Jahrhunderts | in der Kirche Ste-Catherine (Lage) | PM57000857    | Inscrit      | 1977  |      |
| Taufbecken              | Kalkstein, farbig gefasst, 16. Jahrhundert               | in der Kirche Ste-Catherine (Lage) | PM57000937    | Inscrit      | 1996  |      |